# Senecio leptocephalus
Senecio leptocephalus là một loài thực vật có hoa trong họ Cúc. Loài này được Mattf. miêu tả khoa học đầu tiên.